# 小行星3609
小行星3609（英語：3609 Liloketai）是一颗围绕太阳公转的小行星。1980年11月13日，紫金山天文台在南京发现了此天体。
这颗小行星的绝对星等为31.44701等。